# Evening Press
L’Evening Press était un journal nationaliste républicain irlandais imprimé de 1954 à 1995. Il a été créé par le groupe Irish Press d'Éamon de Valera et a été édité par Douglas Gageby. Son principal concurrent était le Evening Herald, qui opérait à Dublin et c'était l'un des deux seuls journaux du soir irlandais depuis la disparition du Evening Telegraph en 1924.

## Histoire
L’Evening Press fut un succès instantané et contribua aux pertes financières et à la fermeture du Evening Mail en 1962. L’Evening Press a largement surclassé le Evening Herald pendant la plus grande partie de sa vie, en particulier à l'extérieur de Dublin. Il a culminé à 175 000 exemplaires par jour.
La mauvaise performance de Irish Press, notamment après sa relance infructueuse de 1988, a lourdement pesé sur l'ensemble du groupe de presse irlandais. C'est ce qui a probablement endommagé la marque Evening Press, bien qu'elle ait continué à mieux performer sur le marché des journaux du soir que ne le faisait son journal frère sur le marché de la presse du matin. Bien qu'il ait dû lutter pour générer des revenus publicitaires, Evening Press a conservé un lectorat fidèle en partie grâce à la popularité de ses chroniqueurs tels que l'écrivain sportif Con Houlihan. Le journal a également compté parmi ses collaborateurs le dessinateur le plus prolifique du monde, Till (George O'Callaghan) qui a publié près de 10 000 caricatures dans ses pages, entre 1956 et 1992. D'autres journalistes ont travaillé pour Evening Press tels que le journaliste et auteur primé Clare Boylan, Sean Cronin (sous-éditeur), Matt Farrell (rédacteur en chef adjoint) qui officiait également comme turfiste et chroniqueur hippique sous le pseudonyme Sir Ivor. Il y avait aussi Ed Moloney, le journaliste financier Des Crowley, Sean McCann, l'ancien sénateur John Horgan et Vincent Browne. L'effondrement d' Irish Press Newspapers en 1995 a toutefois immédiatement entraîné la fermeture des trois journaux du groupe.
Les directeurs de publication d'Evening Press ont été successivement Douglas Gageby (1954-1959), Conor O'Brien (1959-1970), Sean Ward (1970-1992) et Richard O'Riordan qui a été le dernier éditeur du journal.
Avec la disparition de la presse du soir dans les années 1990, l'Evening Herald est désormais le seul journal du soir irlandais au niveau national.